# Graaf van Northumberland
Graaf van Northumberland (Engels: earl of Northumberland) is een Britse adellijke titel. De titel werd vier keer gecreëerd.
Voor het eerst werd Henry Percy in 1377 met de titel beleend door koning Richard II. In 1406 werd hij wegens verraad door de nieuwe koning Hendrik IV echter vervallen verklaard van de titel. Zijn zoon, eveneens Henry geheten, werd in 1414 door Hendrik V hersteld in de waardigheid van zijn vader. Hij werd opgevolgd door zijn zoon, weer een andere Henry. Na zijn dood werden titel en landerijen in 1461 opnieuw geconfisqueerd door een koning, ditmaal Eduard IV, om in 1470 te worden teruggegeven aan zijn zoon Henry. Na het overlijden van de voorlopig laatste Henry Percy, 6e graaf, in 1537 stierf de titel uit.
In 1557 werd de titel opnieuw gecreëerd voor een neef van de laatste graaf, Thomas Percy. Hij werd in 1571 vervallen verklaard van de titel, doch een jaar later weer hersteld. Met Joscelin Percy, 5e graaf van de tweede creatie stierf de mannelijke lijn van het huis Percy uit.
De dochter van Joscelin, Elizabeth, huwde met Charles Seymour, 6e hertog van Somerset. Hun zoon, Algernon Seymour, werd in 1749 beleend met de titel graaf van Northumberland. Hun dochter, Elizabeth Seymour, huwde met Hugh Smithson, die 2e graaf van Northumberland en in 1766 hertog van Northumberland werd.